# Robin Nilsson
Robin André Nilsson, född 15 september 1988 i Tomelilla, är en svensk fotbollsspelare som spelar för Ängelholms FF. Han har även spelat sex juniorlandskamper.

## Karriär
Nilssons moderklubb är Tomelilla IF, vilka han lämnade som 16-åring för Malmö FF. Han spelade totalt 13 matcher för klubben, varav tre från start samt nio som inhoppare. 2009 gick han vidare till Ängelholms FF.
I december 2016 värvades Nilsson av Trelleborgs FF, där han skrev på ett treårskontrakt. I oktober 2019 blev det klart att Nilsson återvänder till Ängelholms FF, där han skrev på ett tvåårskontrakt med start från januari 2020. I januari 2022 förlängde Nilsson sitt kontrakt med två år.